# Arbetshus

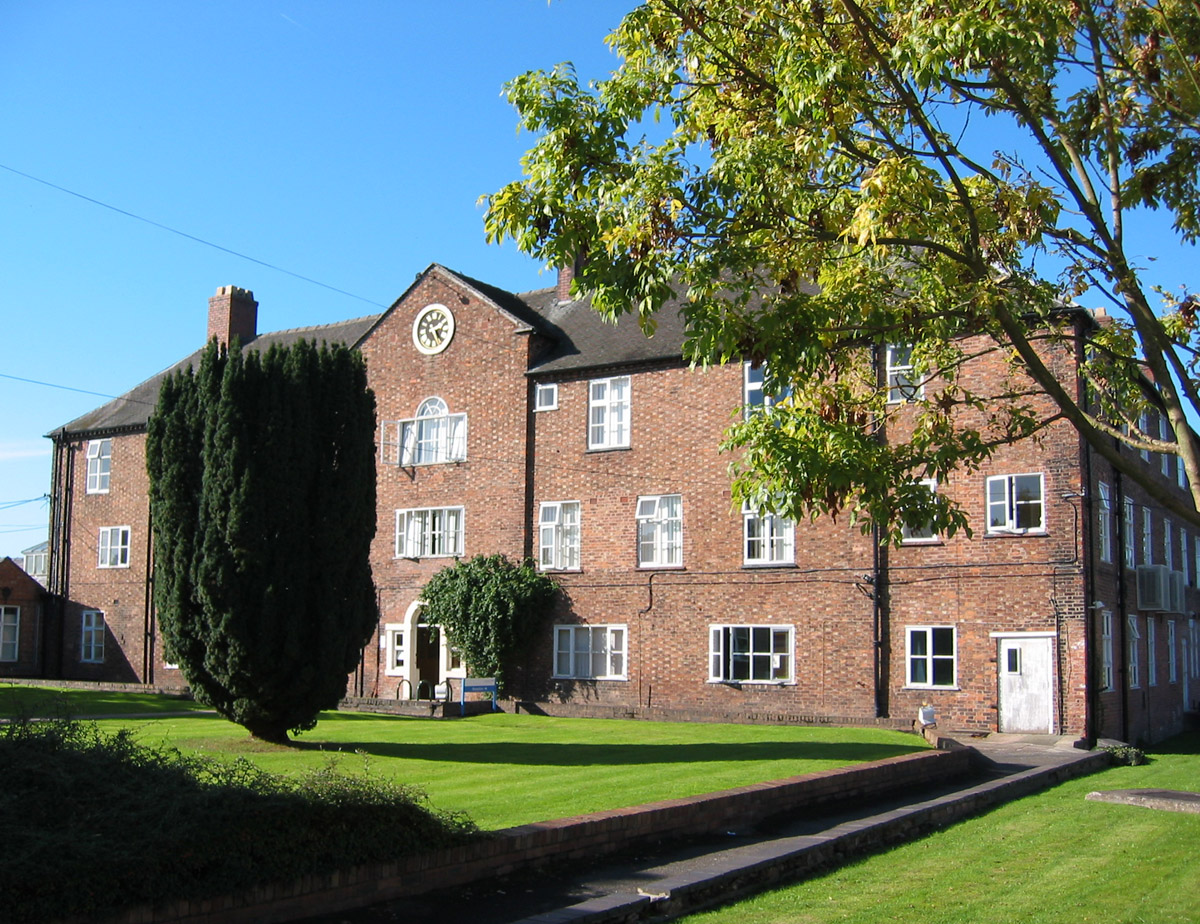
Tidigare arbetshus vid Nantwich, Cheshire, Storbritannien, byggt 1780.

Arbetshus (engelska workhouse) var en anstalt där fattiga försörjdes och sattes i arbete.

## England
England var hemorten för detta slag av fattigunderstöd (kallat indoor relief, i motsats till understöd utom arbetshusen, så kallat outdoor relief), fastän det förekom i en mängd andra länder. Redan under 1500-talet omtalas arbetshus i England, och 1723 gjordes vistelse på sådana till villkor för understöd (en viktig bestämmelse, som kallas workhouse test). Men vid den industriella revolutionens inbrott mildrades detta (1783 och i synnerhet från 1795); "outdoor relief" blev allt vanligare, och lönetillskott började lämnas åt arbetsföra personer, vilkas lön ej uppgick till ett visst belopp, som bestämdes efter det antal människor, personen ifråga hade att underhålla (det så kalla allowance system). Den stora fattigvårdsreformen 1834 bröt fullständigt med detta system genom att återinföra "workhouse test" och göra arbetshusen till hörnstenen i Englands fattigvårdsväsen. Till följd av den då fastslagna principen, att de fattigunderstöddas ställning skulle vara sämre än en vanlig arbetares, avskräcktes alla, som inte var i verkligt behov av hjälp, och de fattigas vistelse i arbetshusen uteslöt alla faror för konkurrens med inte understödda arbetare. Systemet saknade dock inte kritiker. Medan liberalerna stödde det, var såväl de konservativa som fackföreningarna motståndare till det.

## Sverige
I tidigare gällande svensk fattigvårdsförordning rekommenderades fattigvårdssamhälle låta sig angeläget vara att bilda arbetsanstalt för dem, som stå under fattigvårdsstyrelses husbondevälde. En sådan anstalt var Stockholms stads arbetsinrättning, vilken tillkom 1773 som Södra frivilliga arbetshuset, ombildades 1844 till Stockholms stads allmänna arbetshus och 1855 erhöll förstnämnda namn. Där intogs dels personer, som stod under Stockholms fattigvårdsstyrelses husbondevälde och vilkas arbetskraft man ville utnyttja på inrättningen, dels bostadslösa, tillhörande Stockholms fattigvårdssamhälle, som tvingades bli inskrivna som hjon på inrättningen. De flesta, som intogs av förstnämnda anledning, var försumliga familjeförsörjare (män eller kvinnor).
Norra frivilliga arbetshuset i Stockholm (för kvinnor) tillkom 1797. Även andra svenska städer, såsom Göteborg, Malmö, Norrköping, Gävle, Sundsvall, Helsingborg, Eskilstuna och Örebro (se: Arbetshuset, Örebro), har haft arbetsinrättningar. I Göteborg kallades arbetsinrättningarna i folkmun "Bracka".